# شمس الدين الصامتي
شمس الدين الصامتي (مواليد 12 مايو 1996) هو لاعب كرة قدم تونسي.

## روابط خارجية
- شمس الدين الصامتي على موقع قاعدة بيانات كرة القدم.إي يو (الإنجليزية)
- شمس الدين الصامتي على موقع Soccerway.com (الإنجليزية)